# Antigny (Viena)
Antigny és un municipi francès al departament de la Viena i a la regió de la Nova Aquitània. L'any 2007 tenia 600 habitants.

## Demografia
El 2007 la població de fet d'Antigny era de 600 persones. Hi havia 264 famílies de les quals 72 eren unipersonals (32 homes vivint sols i 40 dones vivint soles), 92 parelles sense fills, 64 parelles amb fills i 36 famílies monoparentals amb fills. La població ha evolucionat segons el següent gràfic:
Habitants censats

### Habitatges
El 2007 hi havia 387 habitatges, 265 eren l'habitatge principal de la família, 74 eren segones residències i 48 estaven desocupats. 382 eren cases i 3 eren apartaments. Dels 265 habitatges principals, 220 estaven ocupats pels seus propietaris, 43 estaven llogats i ocupats pels llogaters i 2 estaven cedits a títol gratuït; 1 tenia una cambra, 14 en tenien dues, 31 en tenien tres, 83 en tenien quatre i 136 en tenien cinc o més. 209 habitatges disposaven pel capbaix d'una plaça de pàrquing. A 135 habitatges hi havia un automòbil i a 108 n'hi havia dos o més.

### Piràmide de població
La piràmide de població per edats i sexe el 2009 era:
| Homes | Edats   | Dones |
| ----- | ------- | ----- |
| 0     | 95 o +  | 0     |
| 4     | 90 a 94 | 4     |
| 4     | 85 a 89 | 12    |
| 8     | 80 a 84 | 8     |
| 8     | 75 a 79 | 16    |
| 24    | 70 a 74 | 24    |
| 28    | 65 a 69 | 12    |
| 24    | 60 a 64 | 20    |
| 4     | 55 a 59 | 20    |
| 48    | 50 a 54 | 16    |
| 12    | 45 a 49 | 24    |
| 12    | 40 a 44 | 12    |
| 20    | 35 a 39 | 8     |
| 12    | 30 a 34 | 28    |
| 16    | 25 a 29 | 8     |
| 28    | 20 a 24 | 16    |
| 12    | 15 a 19 | 8     |
| 12    | 10 a 14 | 8     |
| 12    | 5 a 9   | 12    |
| 16    | 0 a 4   | 16    |

## Economia
El 2007 la població en edat de treballar era de 323 persones, 215 eren actives i 108 eren inactives. De les 215 persones actives 200 estaven ocupades (110 homes i 90 dones) i 15 estaven aturades (6 homes i 9 dones). De les 108 persones inactives 52 estaven jubilades, 19 estaven estudiant i 37 estaven classificades com a «altres inactius».
El 2009 a Antigny hi havia 260 unitats fiscals que integraven 587,5 persones, la mediana anual d'ingressos fiscals per persona era de 16.093 €.

### Activitats econòmiques
Dels 18 establiments que hi havia el 2007, 1 era d'una empresa de fabricació de material elèctric, 1 d'una empresa de fabricació d'altres productes industrials, 6 d'empreses de construcció, 2 d'empreses de comerç i reparació d'automòbils, 1 d'una empresa de transport, 1 d'una empresa d'hostatgeria i restauració, 2 d'empreses d'informació i comunicació, 2 d'empreses immobiliàries, 1 d'una empresa de serveis i 1 d'una empresa classificada com a «altres activitats de serveis».
Dels 7 establiments de servei als particulars que hi havia el 2009, 1 era un paleta, 2 guixaires pintors, 2 fusteries, 1 lampisteria i 1 restaurant.
L'any 2000 a Antigny hi havia 34 explotacions agrícoles que ocupaven un total de 3.249 hectàrees.

## Equipaments sanitaris i escolars
El 2009 hi havia una escola elemental.

## Poblacions més properes
El següent diagrama mostra les poblacions més properes.